# Tomentella guadalupensis
Tomentella guadalupensis är en svampart som beskrevs av E.C. Martini & Hentic 2006. Tomentella guadalupensis ingår i släktet Tomentella och familjen Thelephoraceae.   Inga underarter finns listade i Catalogue of Life.